# Момот, Николай Ефимович
Никола́й Ефи́мович Мо́мот (26 августа 1928 — 16 марта 1997) — строитель, Герой Социалистического Труда (1985), Заслуженный строитель РСФСР (1978), избирался депутатом Мурманского Областного Совета депутатов.

## Образование
- Одесский политехнический институт (1955)

## Карьера
- с 1955 работал мастером, прорабом, начальником участка управления «Севзапэлектромонтаж», затем старший прораб, секретарь партийного комитета треста «Мурманскжилстрой», заведующий отделом строительства Мурманского Областного комитета КПСС.
- с 1979 по 1986 работал начальником управления «Главмурманскстрой».
- с 1986 сотрудник управления Министерства строительства в северных и западных районах СССР, в октябре 1986 преобразованное в Министерство строительства в северных и западных районах РСФСР.
- с августа 1990 работал в Российском государственном концерне по строительству в северных и западных районах РСФСР («Россевзапстрой») преобразованный в 1996 в АО. Занимал должность исполнительный директор Дирекции федеральных и региональных программ и прогнозов, заместитель председателя совета директоров АО .

Являлся руководителем и организатором возведения крупных промышленных предприятий (Ковдорского и Оленегорского комбинатов, комбинатов «Североникель», «Печенганикель» и др.), учреждений быта и культуры в городах Мурманске, Оленегорске, Кировске, Апатиты, Ковдоре, Заполярном, сооружения Кольской АЭС и ГЭС. Был инициатором введения на стройках Мурманской области методов комплексного и бригадного подряда.
Умер в Москве. Похоронен на Троекуровском кладбище.

## Награды
- Орден «За заслуги перед Отечеством» IV степени (29 декабря 1994) — за заслуги перед государством, успехи, достигнутые в труде, культуре, искусстве, большой вклад в укрепление дружбы и сотрудничества между народами
- Орден Ленина и золотая медаль «Серп и Молот» (4 октября 1985)
- 2 ордена Трудового Красного знамени (11 августа 1966, 5 ноября 1980)
- 2 ордена «Знак Почёта» (25 августа 1971, 16 марта 1976)
- орден «За личное мужество» (28 июля 1989)
- Заслуженный строитель РСФСР (1978)
- медали

## Память
- имя Момота Н. Е. присвоено Мурманскому строительному лицею № 14